# Afromelittia iridisquama
Afromelittia iridisquama is een vlinder uit de familie wespvlinders (Sesiidae), onderfamilie Sesiinae.
Afromelittia iridisquama is voor het eerst wetenschappelijk beschreven door Mabille in 1890. De soort komt voor in het Afrotropisch gebied.